# 1598
Відродження •  Реформація •  Доба великих географічних відкриттів •  Ганза •  Нідерландська революція •  Річ Посполита •  Запорозька Січ

## Геополітична ситуація
Османську імперію очолює Мехмед III (до 1603). Під владою турецького султана перебувають Близький Схід та Єгипет, Середземноморське узбережжя Північної Африки, частина Закавказзя, значні території в Європі: Греція, Болгарія та Сербія. Васалами турків є Волощина, Молдова й Трансильванія.
Священна Римська імперія — наймогутніша держава Європи на той час. Її територія охоплює, крім німецьких земель, Угорщину з Хорватією, Богемію, Північну Італію. Її імператором є Рудольф II з родини Габсбургів (до 1612).
Габсбург Філіп III Благочестивий є королем Іспанії (до 1621) та Португалії. Йому належать Іспанські Нідерланди, південь Італії, Нова Іспанія та Нова Кастилія в Америці, Філіппіни. Португалія, попри правління іспанського короля, залишається незалежною. Вона має володіння в Бразилії, в Африці, в Індії, на Цейлоні, в Індійському океані й Індонезії.
Північ Нідерландів займає Республіка Об'єднаних провінцій. Формальний король Франції — Генріх Наваррський. Королевою Англії є Єлизавета I (до 1603). Король Данії та Норвегії — Кристіан IV Данський (до 1648). Король Швеції — Сигізмунд III Ваза (до 1599). На Апеннінському півострові незалежні Венеціанська республіка та Папська область.
Королем Речі Посполитої, якій належать українські землі, є Сигізмунд III Ваза (до 1632). На півдні України існує Запорозька Січ.
У Московії править Борис Годунов (до 1605). Існують Кримське ханство, Ногайська орда.
Шахом Ірану є сефевід Аббас I Великий (до 1629).
Значними державами Індостану є Імперія Великих Моголів, Біджапурський султанат, султанат Голконда, Віджаянагара. У Китаї править династія Мін. У Японії триває період Адзуті-Момояма.

## Події

### В Україні
- Повстання Федора Полоуса проти польської влади, того ж року морський похід на Кілію, Білгород, Тягиню і Сілістрію.
- 28 серпня засновано Тростянець (нині Вінницької області)
- Перша писемна згадка про село Скорики (нині Підволочиського району Тернопільської області)

### У світі

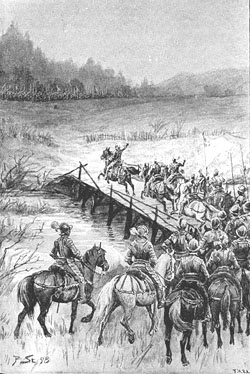
Битва при Стонгебру

- Після смерті останнього з Рюриковичів Федора Івановича на московський престол зійшов Борис Годунов.
- Триває Довга війна між Габсбургами й Туреччиною.
- 13 травня французький король Генріх IV видав Нантський едикт, що гарантував гугенотам рівні політичні права з католиками. Це поклало край релігійним війнам у Франції.
- Мирним договором, підписаним у Варвені, завершилася війна між Іспанією та Францією.
- Філіп II Розсудливий передав Іспанські Нідерланди своїй донці Ізабеллі Кларі Євгенії.
- Після смерті Філіпа II королем Іспанії став Філіп III Габсбург.
- У Швеції відбулася битва при Стонгебру, в якій сили регента Карла Вази завдали поразки війську короля Сигізмунда III Вази.
- В Ірландії повстанці завдали поразки англійському експедиційному корпусу.
- Під час другої експедиції в Індонезію нідерландські моряки висадилися на Маврикії, який вони назвали на честь Моріца Оранського.
- Тихо Браге опублікував «Механіку» (Astronomiæ instauratæ mechanica).
- Томмазо Кампанеллу запроторили до в'язниці за звинуваченням в організації в Калабрії повстання проти іспанського поневолення. Він проведе в ув'язненні 27 років.
- Аббас I Великий переніс столицю Ірану в Ісфахан.
- Помер Абдулла-хан II, що знаменувало падіння династії Шейбанідів.
- Зі смертю Тойотомі Хідейосі японські війська повернулися з Кореї додому, чим закінчилася японсько-корейська війна.
- На півдні Чилі мапуче підняли повстання проти іспанців і знищили 7 міст.
- Проти османів в Болгарії піднялось Перше Тирновське повстання, яке зазнало поразки.

## Народились
Див. також: Категорія:Народились 1598

## Померли
Див. також: Категорія:Померли 1598
- 17 січня — московський цар Федір Іванович, останній представник династії Рюриковичів.
- 13 вересня — Філіп II, іспанський король.
- 18 вересня — Тойотомі Хідейосі, японський полководець, об'єднувач Японії.